# Stazione di Bussi
Stazione di Bussi vasútállomás Olaszországban, Bussi sul Tirino településen.

## Vasútvonalak
Az állomást az alábbi vasútvonalak érintik:
- Róma–Sulmona–Pescara-vasútvonal

## Kapcsolódó állomások
A vasútállomáshoz az alábbi állomások vannak a legközelebb:
- Stazione di Tocco-Castiglione
- Stazione di Popoli-Vittorito